# Catocala hymenaea
Catocala hymenaea — вид метеликів з родини еребід.

## Поширення
Вид поширений в Східній Європі, Малій Азії та на Близькому Сході. Присутній у фауні України.

## Спосіб життя
Метелики літають з травня по липень. Личинки живляться листям видаів Prunus, включаючи Prunus spinosa. Зимує на стадії яйця.